# Kościół Podwyższenia Krzyża Świętego w Rejowcu Fabrycznym
Kościół Podwyższenia Krzyża Świętego w Rejowcu Fabrycznym – rzymskokatolicki kościół parafialny należący do parafii pod tym samym wezwaniem (dekanat Chełm – Zachód archidiecezji lubelskiej).
30 lipca 1979 roku otrzymano zgodę na budowę świątyni w Rejowcu Fabrycznym. W 1980 roku został zakupiony plac pod budowę kościoła. 19 października 1981 roku ksiądz biskup Bolesław Pylak poświęcił plac budowy. W maju 1983 roku rozpoczęła się budowa, natomiast 9 czerwca 1987 roku, podczas wizyty w Lublinie papież Jan Paweł II poświęcił kamień węgielny pod budującą się świątynię. 5 czerwca 1994 roku wspomniany wyżej arcybiskup Bolesław Pylak konsekrował kościół.
Architektem świątyni jest Stanisław Machnik. W bryle zewnętrznej kościół składa się z 12 elementów symbolizujących dwunastu apostołów, z których dwa największe Piotr i Jan niosą symbol męki Pańskiej – krzyż. Podwyższenie krzyża jest bardzo wyraźnie zaznaczone formą elementów pnących się ku niebu. W rzucie pionowym nawa główna jest wpisana w kształt ryby – czyli symbol pierwszych chrześcijan.